# Maria Bouwmeester
Maria Catharina (To) Bouwmeester (Vught, 5 april 1885 - Amsterdam, 25 juni 1956) was een Nederlandse vakbondsbestuurder, feministe en journaliste. Ze was gedurende haar hele carrière betrokken bij verschillende vakbonden en was meer dan vijftig jaar actief in de vrouwenbeweging.

## Jeugd en carrière bij de PTT
Maria Bouwmeester werd geboren in Vught, in een protestants gezin met vijf kinderen. Haar ouders waren Barend Johannes Bouwmeester, leraar tekenkunde, en Maria Schoonhoven, onderwijzeres. In 1891 verhuisde het gezin naar 's-Hertogenbosch, waar Bouwmeester op zesjarige leeftijd naar een meisjesschool ging. Enkele jaren later stapte ze over op een gemengde school van de Maatschappij tot Nut van 't Algemeen.
Bouwmeesters moeder stond erop dat ze naar de hbs zou gaan om wiskunde te studeren, maar haar vader vond dat ze onderwijzeres of verpleegster moest worden. Bouwmeester zag dit niet zitten en reageerde op een vacature voor klerk bij de PTT. Ze slaagde voor het toelatingsexamen, maar werd niet aangenomen omdat er slechts 12 van de 100 plekken voor vrouwen bestemd waren. In 1905 werd haar echter een functie als hulptelegrafiste bij de PTT aangeboden. Ze nam het aanbod aan, verhuisde in 1908 naar Amsterdam en werkte ruim achttien jaar bij het bedrijf. Ze behaalde vele diploma's en werkte zich op tot telegrafiste eerste klas.
Toen de Eerste Wereldoorlog aanbrak, was dat voor Bouwmeester aanleiding om lid te worden van de Sociaal-Democratische Arbeiderspartij (SDAP). Ze was in 1914 en 1915 secretaris van de bestuurscommissie voor het Rijkstelegraafkantoor en vertegenwoordigde tevens het Permanent Plaatselijk Comité van Samenwerkende Organisaties bij de PTT in Amsterdam, waarvoor ze in 1916 werd gekozen als hoofdbestuurder.

## Journaliste
Begin jaren 20 schreef Bouwmeester voor bladen als De Proletarische Vrouw over het beleid van de PTT om minder vrouwen dan mannen aan te nemen. Ze uitte haar bezorgdheid over de beperkte promotiekansen voor vrouwen die al in dienst waren en de kansen voor vrouwen om aangenomen te worden voor functies als telegrafist en kantoorbediende.
Toen ze in 1923 ontslag nam bij de PTT, werd ze — na een vrijwillige proeftijd — hulpcorrector bij het socialistische dagblad Het Volk. Ze begon met het maken van kleine reportages en werd al snel redacteur. Vanaf eind 1923 schreef ze over onderwerpen als het 'dienstbodenvraagstuk', de toenmalige situatie dat er weinig dienstboden beschikbaar waren en dat hun lonen omhoog gingen. Ook publiceerde ze meer stukken over de PTT en ambtenaren, richtte ze zich op socialistische thema's als woongelegenheid en schreef ze over films, toneel, boeken en tentoonstellingen. Bouwmeester schreef tevens over bekende vrouwen, onder wie Marie Curie, Rosa Luxemburg en Mary Wollstonecraft, en over de arbeid van (on)gehuwde vrouwen. Daarbij deed ze verslag van lezingen en openbare vergaderingen van organisaties als de Nationale Vrouwenraad van Nederland, de Bond van Sociaal-Democratische Vrouwenclubs en de Nederlandse Unie voor Vrouwenbelangen.
In de Tweede Wereldoorlog werd zij als journalist ontslagen. Het Volk werd toen geleid door de NSB'er Meinoud Rost van Tonningen. Het was het einde van haar carrière als journaliste.

## Vakbondsbestuurster
Vrijwel vanaf het begin van haar carrière bij PTT vocht Bouwmeester voor gelijke behandeling van mannen en vrouwen. De hoofdtaak van de hulptelegrafisten was het afdrukken van personeelsuitgaven, maar al gauw deden Bouwmeester en haar collega's hetzelfde werk als de klerken. Het salaris van de hulptelegrafisten was echter aanzienlijk lager dan dat van de klerken en bovendien niet genoeg om zelfstandig van te kunnen leven. Uit ongenoegen richtten Bouwmeester en haar collega's de Nederlandsche Bond van Hulptelegrafisten op, die grotendeels uit vrouwen bestond. Ze was van 1911 tot en met 1913 bestuurslid van deze bond en stapte daarna over naar de Algemeene Bond van Nederlandsch Post-, Telegraaf- en Telefoonpersoneel, waarvan ze tweede penningmeester werd. Ook schreef ze regelmatig in de 'Maandelijksche Mededeelingen' van de bond.
In 1912 pleitte de minister van Waterstaat voor een verbod op nachtwerk door vrouwelijke ambtenaren. Bouwmeester ondertekende daarop in maart een circulaire om steun te vragen aan andere vrouwelijke 'Ambtenaren der Posterijen en Telegrafie' voor een adres aan de minister in verband met dit verbod. Tijdens de Mobilisatie in 1914 verving ze de eerste penningmeester van de Algemeene Bond en een jaar later betrok ze officieel deze functie. Tijdens haar werk als journalist was Bouwmeester ook actief in de vakbeweging, onder andere als secretaris van de Vereeniging van journalisten bij Sociaal-Democratische Bladen en van de ondernemingsraad van De Arbeiderspers.

## Feministe
In 1903 sloot Bouwmeester zich aan bij de Vereeniging voor Vrouwenkiesrecht (VVK) en in 1911 raakte ze betrokken bij de strijd om het vrouwenkiesrecht. Als lid van de subcommissie voor bank- en kantoorwezen werkte ze mee aan de Tentoonstelling De Vrouw 1813-1913.
Toen het vrouwenkiesrecht in 1919 werd ingevoerd bleef ze lid van de opvolger van de VVK, de Vereniging van Staatsburgeressen. Toen deze in 1930 overging in de Nederlandse Vereniging voor Vrouwenbelangen en Gelijk Staatsburgerschap bleef ze lid en van 1935 tot 1940 was ze secretaris van de Amsterdamse afdeling.
In 1933 sloot Bouwmeester zich aan bij de Nederlandsche Vereeniging van Werkende Vrouwen. Ze werd een actief lid van de propagandacommissie en in 1934 werd ze tot bestuurslid verkozen. Toen de vereniging in 1935 overging in de Nederlandse Bond van Vrouwen werkzaam in Bedrijf en Beroep (VVB), werd Bouwmeester secretaris van de Amsterdamse afdeling en bleef dit tot 1956. Ook was ze tweede penningmeester in het hoofdbestuur en vanaf 1949 was ze redactrice van het VBB Bulletin.
In 1935 was Bouwmeester een van de initiatiefneemsters van het Comité tot Verdediging van de Vrijheid van Arbeid voor de Vrouw. Ze zat in het dagelijks bestuur van het comité, dat in februari 1938 vocht tegen het wetsvoorstel van minister Carl Romme om betaalde arbeid van gehuwde vrouwen te verbieden.
Eind jaren 30 werkte Bouwmeester als vrijwilligster bij het Internationaal Archief voor de Vrouwenbeweging, waaraan ze haar verzameling met knipsels over honderden beroemde vrouwen schonk. In 1946 was ze medeoprichtster van de Nederlandse Vrouwenbeweging en werd ze verkozen tot lid van het hoofdbestuur. Ze vervulde deze functie tot 1950.

## Erkenning
In 1953 werd Bouwmeester gehuldigd omdat ze al vijftig jaar actief was in de vrouwenbeweging. Een jaar voordat ze stierf schreef ze een (ongepubliceerde) autobiografie en bij haar dood in 1956 wijdde het blad Vrouwenbelangen een In Memoriam aan haar.